# It's Alive (película de 1974)
It's Alive (en España, El monstruo está vivo; en Hispanoamérica, ¡Está vivo!) es una película de terror del año 1974 escrita, producida y dirigida por Larry Cohen que cuenta cómo el hijo recién nacido de una pareja resulta ser un temible monstruo mutante asesino. Bernard Herrmann, conocido por sus trabajos con Alfred Hitchcock, se encargó de la música y Rick Baker se ocupó del maquillaje y los efectos especiales.

## Argumento
En la ciudad de Los Ángeles, Frank Davis (John Ryan) y su esposa Leonor (Sharon Farrell) están esperando el nacimiento de su segundo hijo. Frank es un exitoso consultor de relaciones públicas y su esposa es un ama de casa que se encarga de cuidar a su primer hijo, Chris (Daniel Holzman). El matrimonio llevaba muchos años sin querer concebir, por lo que Leonor usaba pastillas anticonceptivas. Cuando el bebe está listo para nacer, dejan a Chris con Charley (William Wellman, Jr.) y parten hacia el hospital.
El segundo hijo de la pareja nace monstruosamente deforme: en vez de dientes tiene colmillos, y en vez de manos tiene garras. En la sala de partos, uno de los médicos intenta asfixiarlo después de que nazca y el bebé reacciona matando a todos los médicos y enfermeras presentes para acto seguido escapar por una ventana. Solo Leonor sigue viva, y Frank entra a la sala para descubrir la masacre.
Frank y Leonor abandonan el hospital mientras la policía empieza a investigar los asesinatos, y mientras tanto el bebé asesina a dos personas en el camino a casa.
Frank decide unirse a la policía en la búsqueda del bebé asesino, mientras que Leonor esconde a la criatura en el sótano de la casa, pensando que el bebé está muy asustado y una vez en casa no le hará daño a la familia.
El médico que le recetó las pastillas anticonceptivas a Leonor recibe una llamada de un ejecutivo farmacéutico. Este le explica que es probable que las pastillas anticonceptivas hayan causado la mutación, y le dice que es necesario destruir al bebé para que la investigación no llegue hasta la compañía farmacéutica.
Mientras tanto, en la casa el bebé se escapa del sótano y mata a su hermano Charly de un mordisco. Frank le hace frente con una pistola, pero el bebé logra escapar. 
La policía llama a Frank y le informan que han visto al bebe en las alcantarillas de la ciudad. Armado con un rifle, Frank va hacia él para dispararle pero en ese momento se da cuenta de que el bebé está asustado y que no le va a hacer daño. Frank le pide disculpas, lo coge en brazos e intenta escapar con él de la policía, pero es confrontado por los médicos y varios policías. Frank ruega que le perdonen la vida, pero en ese momento la criatura salta de sus brazos de Frank y ataca al médico, a lo que los policías responden abriendo fuego y matando al bebé y al médico.
Poco después los policías reciben una llamada de la central diciendo que ha nacido otro bebé deforme en Seattle.

## Reparto
- John P. Ryan John Patrick Ryan fue un actor estadounidense de cine y televisión, conocido por su papel de Warden Ranken en la película dramática de 1985, Runaway Train. Frank Davis (como John Ryan)
- Sharon Farrell ... Lenore Davis
- James Dixon ... Teniente Perkins
- William Wellman Jr. ... Charley
- Shamus Locke ... El médico
- Andrew Duggan ... El profesor
- Guy Stockwell ... Bob Clayton
- Daniel Holzman ... Chris Davis
- Michael Ansara ... El capitán
- Robert Emhardt ... El ejecutivo

## Calificación por edades
Aunque algunos países como Finlandia prohibieron la película por la violencia, esta recibió una calificación PG (Se sugiere acompañamiento de un adulto) en EE. UU. por la MPAA (lo cual el día de hoy sería polémico y obtendría una R, siendo que la película presenta demasiados temas de horror y violencia, así como el ¨cuerpo¨ de un animal asesinado), además de ser la única de la saga que obtuvo esta calificación, ya que las próximas dos entregas serían R (Restringido para menores de 17 años). En el Reino Unido, la BBFC recibió originalmente un certificado X, hoy en día es 15.

## Taquilla
En un primer momento la película fue un fracaso financiero, pero en 1977 un anuncio emitido por televisión hizo que fuera vista por mucha más gente: el resultado fue que Warner Bros. obtuvo unos ingresos de 7.1 millones de dólares solo en los Estados Unidos.

## Secuelas
En 1978 se estrenó It Lives Again , conocida en español como El monstruo vuelve a nacer o simplemente Sigue vivo, escrita y dirigida también por  Larry Cohen.

En 1987 se estrenó la tercera parte, "It's Alive 3: Island of the Alive", conocida en español como "La isla de los vivos", escrita y dirigida también por Larry Cohen.

En el 2008 se realizó una nueva versión de It's Alive, (siendo la misma trama de un bebe asesino, pero con un guion un tanto distinto), dirigida por Josef Rusnak  y protagonizada por Bijou Phillips y James Murray como los padres de la nefasta criatura.